# Большая Слобозия
Большая Слобозия, Слобозия Маре (рум. Slobozia Mare) — село в Кагульском районе Молдавии. Относится к сёлам, не образующим коммуну.

## География
Село расположено на высоте 15 метров над уровнем моря.

## Население
По данным переписи населения 2004 года, в селе Большая Слобозия проживает 5960 человек (169 мужчин, 176 женщин).
Этнический состав села:
| Национальность | Число жителей | Процентный состав |
| -------------- | ------------- | ----------------- |
| молдаване      | 5533          | 92.84%            |
| румыны         | 370           | 6.21%             |
| украинцы       | 20            | 0.34%             |
| русские        | 14            | 0.23%             |
| цыгане         | 11            | 0.18%             |
| гагаузы        | 5             | 0.08%             |
| болгары        | 5             | 0.08%             |
| прочие         | 2             | 0.03%             |
| Всего          | 5960          | 100%              |